# Куртєв Віктор Владиславович
Віктор Владиславович Куртєв (нар. 5 вересня 1979, Криничне, Одеська область) — український підприємець, громадський діяч, генеральний директор групи компаній «Метрополія» та засновник громадської організації «Центр розвитку Бессарабії».

## Життєпис
Віктор Куртєв народився 5 вересня 1979 року в селі Криничне Болградського району Одеської області. У 1996 році закінчив середню школу № 286 міста Києва. Після школи вступив до КНУ ім. Тараса Шевченка, фізичний факультет, кафедра теоретичної фізики. Магістр фізики.

### Кар'єра
У 2001 році розпочав роботу у виконавчій дирекції в АК «Київенерго».
З 2005 по 2008 роки працював у НЕК «Укренерго» на посаді в.о. начальника служби перспективного розвитку. Брав безпосередню участь у розробці стратегічних планів розвитку енергосистеми України та забезпечення її роботи, виступав співавтором статей з даного питання. Відповідав за розробку комплексу заходів з забезпечення надійної роботи й планомірного розвитку енергосистеми України.
13 квітня 2006 року заснував групу компаній «Метрополія», яка є проєктно-інжиніринговою групою в галузі енергетики.
ГК «Метрополія» проводить науково-технічну діяльність, розробляє схеми розвитку енергосистем та промислових районів, була задіяна в євроінтеграції української енергосистеми, реалізує «під ключ» енергетичні проекти, займається питаннями органічного включення «зеленої» генерації до енергосистеми України та сприяє формуванню ефективної та прогресивної законодавчої основи галузі відновлювальної енергетики.
Віктор Куртєв є членом управляючих органів організацій 100 RE UKRAINE, Всеукраїнська енергетична асамблея, Асоціація сонячної енергетики України, Українська вітроенергетична асоціація та Біоенергетична асоціація України.
Бере участь в робочих групах для розв'язання питань щодо післявоєнної відбудови України.

### Політична діяльність
Куртєв був висуванцем від політичної партії «Слуга народу» на позачергових виборах народних депутатів Верховної Ради України 2019 року від 143 округу. На виборах був головним конкурентом ексголови Одеської обласної ради Анатолія Урбанського.

### Громадська діяльність
Засновник ГО «Центр розвитку Бессарабії». Серед напрямків роботи — збереження культурної спадщини народів регіону, підтримка та реставрація пам'яток архітектури, підтримка спорту, організація змагань, в тому числі й міжнародних, всебічна підтримка талантів.
Засновник молодіжної ГО «Енергія руху», основними завданнями якої є сприяння самореалізації наукового, творчого, політичного, організаційного потенціалу молоді[джерело?].
Президент музичного фестивалю «Дунайська Січ» та етнографічного фестивалю «Bessarabiya Folk».
Один з ініціаторів платформи «Re100Ukraine».
Громадська організація «Центр розвитку Бессарабії» стала партнером виробництва документального фільму «Місце сили» про село Криничне.
Куртєв співпрацює з Ізмаїльським державним гуманітарним університетом, зокрема у 2019 році ініціював візит американської акторки та майстрині бойових мистецтв Синтії Ротрок до університету із майстер-класом з кунг-фу.
Є автором «Української правди».

## Особисте життя
Мати — Ганна Панасівна Куртєва, старший науковий співробітник Інституту ядерних досліджень НАН України.